# Regola del rettangolo

Esempio di approssimazione tramite rettangoli, con un numero crescente di sottointervalli

La regola del rettangolo o regola del punto medio è il più semplice procedimento di integrazione numerica per approssimare un integrale definito nella forma :{\displaystyle \int _{a}^{b}f(x)\,dx}.
Tale formula approssima l'integrale (e quindi l'area sottesa dalla funzione) come un rettangolo di base {\displaystyle b-a} e di altezza {\displaystyle f(c)}, dove a e b sono gli estremi di integrazione e c è il punto medio dell'intervallo, ottenendo un'espressione finale per l'integrale pari a:
{\displaystyle I_{r}=(b-a)f(c)=(b-a)f\left({\frac {a+b}{2}}\right)}

## Formula composita

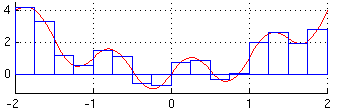
Illustrazione del metodo del punto medio composito

Per calcolare con più accuratezza l'integrale, si divide l'intervallo di integrazione {\displaystyle [a,b]} in {\displaystyle M} sottointervalli di ampiezza uniforme pari a {\displaystyle h={\frac {b-a}{M}}}
La formula del punto medio diventerà dunque {\displaystyle I_{r}^{c}=h\sum _{k=1}^{M}f({\bar {x}}_{k})}, dove {\displaystyle {\bar {x}}_{k}} rappresenta il punto medio del k-esimo sottointervallo.

## Analisi dell'errore
L'errore sviluppato con il metodo del rettangolo, assumerà la seguente espressione:
{\displaystyle {\mathcal {E}}=\int _{a}^{b}f(x)\,dx-I_{r}={\frac {(b-a)^{3}}{24}}f''(\xi )}, dove  {\displaystyle \xi } è un opportuno punto compreso nell'intervallo {\displaystyle [a,b]}.
Nel caso si usi il metodo composito l'errore sarà {\displaystyle {\mathcal {E}}=h^{2}{\frac {b-a}{24}}f''(\xi )}. Dalla formula dell'errore si deduce che il metodo integra esattamente polinomi di primo grado, e che l'errore diminuisce quadraticamente rispetto all'ampiezza dei sottointervalli {\displaystyle h}.

## Implementazione su calcolatore
In MATLAB la formula del rettangolo composita può essere implementata come segue:
```
function
 
I
 
=
 
Ret_c
(
a,b,M,f
)

%Dati a e b, estremi di integrazione,M numero di sottintervalli in cui dividere l'intervallo d'integrazione

%f funzione integranda, definita come inline o function handle, restituisce il valore dell'integrale approssimato

h
=(
b
-
a
)
/
M
;

x
=
a
+
h
/
2
:
h
:
b
-
h
/
2
;
 

I
=
h
*
sum
(
f
(
x
));

```